# Mangalia
Mangalia (staršími názvy Pangalia nebo Tomisovara, řecky) je město a přístav v Rumunsku, na pobřeží Černého moře v župě Constanța, blízko hranice s Bulharskem. Ve městě žije přibližně 32 tisíc obyvatel.

## Partnerská města
- Laurium, Řecko
- Long Island, USA
- Greenport, USA
- Struga, Severní Makedonie